# Siouan
Siouan jeziki so družina severnoameriških indijanskih jezikov, ki se je nekoč razširila na treh glavnih območjih. Ena skupina je živela na prerijah, vključno s Siouxi in sorodnimi skupinami Hidatsa, Chiwere, Dhegiha in Mandan. Druga veja govorcev jezika Sioux je živela vzdolž atlantske obale Severne Amerike na območjih Severne in Južne Karoline ter v zaledju sosednje Virginije. Siouan jeziki so bili poimenovani po Siouxih. Člani so: Adshusheer, Assiniboin, Backhooks, Biloxi, Cape Fear, Catawba, Cheraw, Congaree, Crow, Eno, Hidatsa, Hooks, Iowa, Kansa, Keyauwee, Manahoac, Mandan, Missouria, Monacan, Moneton, Mosopelea, Nahyssan, Occaneechi, Omaha, Osage, Otoe, Pedee, Ponca, Quapaw, Santee, Saponi, Sewee, Shakori, Suji, Sissipahaw, Sugeree, Tutelo, Waccamaw, Warrennuncock, Wateree, Waxhaw, Winnebago, Winyaw, Woccon, Yadkin.

## Jeziki
Vključuje 17 jezikov
in. Catawba (1): Catawba jezik [chc]
'b. Siouan lastni (16):
b1. Centralni(11)
in. Mandan (1): Mandan jezik [mhq]
b. Jeziki doline Mississippi Valley(10)
b1. Jeziki Chiwere(1): Jezik Iowa-Otoe-Missouria [iow].
b2. Jeziki Dakota (4): jezik Assiniboine [asb], jezik Dakota [dak], jezik Lakota [lkt], jezik Stoney [sto].
b3. Jeziki Dhegiha (4): Jezik Kansa [ksk], Jezik Omaha-Ponca [oma], Jezik Osage [osa], Jezik Quapaw [qua].
b4. Winnebago (1): jezik Winnebago [win]
b2. Jeziki Missouri Valley (2): Crow (Vrane) jezik [cro], Hidatsa jezik [hid]
b3. Jugovzhodni siouanski jeziki (3):
in. Jeziki Biloxi-Ofo (2): jezik Biloxi [bll], jezik Ofo [ofo]
b. Tutelo (1): jezik Tutelo [tta]

## Razvrstitev plemen po skupinah (po W. J. McGeeju)
1. Dakota-Assiniboine
IN. Santee Sioux, vključujejo:
in. Mdewakanton ali Mde-wa-kan´-ton-wan ("vas Spirit Lake") i
b. Wahpekute ali Wa-qpe´-ku-te ("Streljaj med listavci"), predvsem v okrožju Knox v Nebraski, v rezervatu Santee in nekaterih v rezervatu Fort Peck v Montani.
c. Sisseton ali Si-si´-ton-wan´ ("Vas z ribjimi luskami"), večinoma v rezervatu Sisseton v Južni Dakoti, delno v rezervatu Devils Lake v Severni Dakoti.
d. Wahpeton ali Wa´-qpe´-ton-wan ("Prebivalci med listavci"), večinoma v rezervatu Devils Lake v Severni Dakoti.
B. Yankton, vključuje
a. Yankton ali I-hank´-ton-wan ("Vas na koncu") v vasi Yankton v Južni Dakoti.
.b. Yanktonai ali I-hank´-ton-wan-na ("Vas na majhnem koncu"), sestavljajo:
a. Zgornji Yanktonai, v rezervatu Standing Rock v Severni Dakoti, s pasom Pabaksa ali Pa´-ba-kse ("Odrezana glava") v rezervatu Devils Lake v Severni Dakoti.
b. Spodnji Yanktonai ali Hunkpatina ("Taborniki na robu [ali koncu kroga za kampiranje]"), večinoma na rezervatu Crow Creek v Južni Dakoti, nekateri na rezervatu Standing Bock v Severni Dakoti, drugi na rezervatu Fort Peck v Montani.
C. Teton ali Ti´-ton-wan ("Prebivalci prerij"), ki ga sestavljajo:
a. Brule ali Si-tcan´-xu ("Ožgana stegna"), vključuje Zgornji Brule, večinoma na rezervatu Rosebud v Južni Dakoti, in Spodnji Brule, na rezervatu Spodnji Brule v isti državi, nekateri pa na rezervatu Standing Rock v Severni Dakoti, drugi na rezervatu Fort Peck v Montani.
b. Sans Arc ali I-ta´-zip-tco ("Brez lokov"), večinoma na rezervatu Cheyenne River v Južni Dakoti, drugi na rezervatu Standing Rock v Severni Dakoti.
c. Blackfeet ali Si-ha´-sa-pa ("Črnonogi"), predvsem na rezervatu Cheyenne River v Južni Dakoti, drugi na rezervatu Standing Rock v Severni Dakoti.
d. Minneconjou ali Minneconjou ali Mi´-ni-ko´-o-ju ("Rastlina ob potoku"), predvsem na rezervatu Cheyenne River v Južni Dakoti, delno na rezervatu Rosebud v Južni Dakoti, nekateri na rezervatu Standing Rock v Severni Dakoti.
e. Two Kettles ali O-o´-he non´-pa ("Dva kotla"), na rezervatu Cheyenne River v Južni Dakoti.
f. Oglala ali O-gla´-la ("tisti, ki zapravljajo svoje imetje"), predvsem na rezervatu Pine Ridge v Južni Dakoti, nekateri na rezervatu Standing Rock v Severni Dakoti, vključno z rodoma Wa-ja´-ja ("Rebrasti") na rezervatu Pine Ridge v Južni Dakoti ter ljudstvi Loafers in li Wa-glu´-xe ("Sorodniki"), večinoma na rezervatu Pine Ridge, nekateri na rezervatu Rosebud v Južni Dakoti.
g. Hunkpapa ("Pri vhodu"), na rezervatu Standing Rock v Severni Dakoti.
D. Assiniboine ("Ljudje, ki kuhajo s kamni"), se imenujejo Nakota in Hohe ("Uporniki") iz Santee Dakote; so veja Yanktonnai Siouxov, potomci skupine Wazikute; živijo na rezervatih Fort Peck in Fort Belknap v Montani, v Kanadi pa ostajajo Stonieji; sestavlja jih 8 skupin, ki jih Maximilian leta 1833 imenuje:
a. Itscheabine ("Les gens des filles"=Dekleta?).
b. Jatonabine ("Les gens des roches"=Kamniti ljudje); verjetno vodilna skupina.
c. Otopachguato ("Les gens du large"=Potepuhi?).
d. Otaopabine ("Les gens des canots"=Kanuisti?).
e. Tschantoga ("Les gens des bois"=Gozdni ljudje).
f. Watopachnato ("Les gens de l'age"=Starodavni ljudje?).
g. Tanintauei ("Les gens des osayes"=Kostni ljudje).
h. Chabin ("Les gens des montagnes"=Gorski ljudje).
2. Dhegiha ali Cegiha ("Ljudje, ki živijo tukaj")
Omaha U-man-han ("ljudje gorvodnega toka"), ki se nahaja v rezervatu Omaha, Nebraska. Po Jamesu (1819) so sestavljeni iz segmentov, ki jih imenuje skupine, pravzaprav verjetno imena klanov, medtem ko so njegova »plemena« lahko bratovščine (klasična dvojna delitev):
a. Pleme Honga-sha-no,
1. Skupina Wase-ish-ta.
2. Skupina Enk-ka-sa-ba.
3. Skupina Wa-sa-ba-eta-je (»Tisti, ki se ne dotikajo medvedov«).
4. Skupina Ka-e-ta-je (»Tisti, ki se ne dotikajo želv«).
5. Skupina Wa-jinga-e-ta-je.
6. Skupina Hun-guh.
7. Skupina Kon-za.
8. Ta in ta je tolpa.
b. Pleme Ish-ta-sun-da (»Sive oči«), vključuje:
1. Skupina Ta-pa-eta-je.
2. Skupina Mon-eka-goh-ha ("stvarniki Zemlje")
3. Skupina Ta-sin-da ("bizonski rep")
4. Skupina Ing-gera-je-da ("rdeči gnoj")
5. Skupina Wash-a-tung.
B. Ponka ("medicina"?), predvsem na rezervatu Ponca, indijansko ozemlje, delno na območju Santee, Nebraska.
C. Kwapa, Quapaw ("ljudje navzdol", povezano z Omaho), "Arkansa" pri prejšnjih piscih, večinoma na nekdanjem rezervatu Osage, Oklahoma, delno na rezervatu Quapaw, indijansko ozemlje.
D. Osage ali Wa-ca´-ce ("ljudje"), sestavljen iz:
a. Big Osage ali Pa-he´-tsi ("Taborijo na gori"), na rezervatu Osage, indijansko ozemlje.
b. Mali Osage ali Utsehta ("Taborijo v nižini") v rezervatu Osage, Indijansko ozemlje.
ok. Santsukhdhi ("Taborniki v višavskem gozdičku") ali "skupina Arkansa" v rezervatu Osage, Indijansko ozemlje.
E. Kansa ali Kan´-ze, pogosto imenovan Kaw, v rezervatu Kansas, Indijansko ozemlje.
3. 'Chiwere" ("Ljudje tega kraja")
IN. Iowa ali Pa-qo-tce ("Prašni glavači"), večinoma v rezervatu Great Nemaha, Kansas in Nebraska, delno v rezervatu Sac in Fox, Indijansko ozemlje.
B. Otoe ali Wa-to´-ta ("Afrodizian"), v rezervatu Otoe, Indijansko ozemlje.
C. Missouria ali Ni-u´-t'a-tci v rezervatu Otoe, Indijansko ozemlje.
4. Winnebago
Winnebago ("Ljudje motne vode"?) ali Ho-tcan-ga-ra ("Ljudje maternega jezika"), večinoma v rezervatu Winnebago, Nebraska, nekateri v Wisconsinu, nekateri v Michiganu; Po Schoolcraftu (1850) so jih sestavljali 21 tolp, namreč:
in. Skupina Little Mills.
b. Skupina Little Dekonie.
c. Skupina Maw-kuh-soonch-kawa.
d. Ho-pee-kaw's band.
e. Bend Waw-kon-haw-kawa.
f. Baptistejev bend.
g. Wee-noo-shikova skupina.
h. Bend Con-a-ha-ta-kawa.
in. Bend Paw-sed-ech-kawa.
j. Skupina Taw-nu-nuk.
k. Skupina Ah-hoo-zeeb-kawa.
l. Skupina Is-chaw-go-baw-kawa.
m. Skupina Watch-ha-ta-kaw.
n. Waw-maw-noo-kaw-kaw's godba.
on. godba Waw-kon-chaw-zu-kaw.
p. godba Dobrega groma.
q. godba Koog-ay-ray-kaw.
b. godba Črnega sokola.
z. godbo Malega groma.
t. godba Naw-key-ku-kaw.
in. godba O-chin-chin-nu-kaw.
5. Mandan
Mandan (po Catlinu so se imenovali See-pohs-kah-nu-mah-kah-kee, "Ljudje fazanov"; po Maximilianu Numangkakeju. V rezervatu Fort Berthold v Severni Dakoti je imel 184. 3 vasi.
6. Hidatsa
A. Hidatsa ali Minitari ("Prečkati vodo" ali včasih Gros Ventres); v rezervatu Fort Berthold, Severna Dakota. Obstajale so 3 skupine in vasi:
a. Hidatsa.
b. Amatiha ("[vas] na zemlji"?).
c. Ahamami ("[ljudje] iz gorske dežele]"?).
B. Crow ali Ab-sa´-ru-ke, v rezervatu Crow, Montana.
7. Biloxi
A. Biloxi ("neznan" ali "ničvreden" v jeziku Choctaw)ilir Ta-neks´ Han-ya-di´ ("prvotno ljudstvo" v njihovem jeziku); deloma v župniji Rapides v Louisiani; deloma na indijanskem ozemlju, z Choctaw in Caddo.
B. Pascagoula ali Paskagula ("ljudje kruha" v jeziku Choctaw), morda izumrlo. /Muskhogean pleme/.
C. ?Moctobi (pomeni neznano), izumrl.
D. ?Chozetta (pomeni neznano), izumrl.
8. Monacan
Monaška konfederacija.
A. Monakan ("Dežela [ljudje?]"), ? izumrl.
B. Meipontsky ((pomen neznan), manjka.
C. ?Mahoc (pomen neznan), manjka.
D. Nuntaneuck ali Nuntaly (pomen neznan), manjka.
E. Mohetan /Moneton/ ("Ljudje na zemlji"?), manjka.
Tutelo.
A. Tutelo ali Ye-san´ (pomeni neznano), morda izumrl.
B. Saponi (pomeni neznano), morda izumrl.
C. Occanichi (Occaneechi) (pomeni neznano), morda izumrl.
?Manahoac konfederacija, izumrl.
A. Manahoac (pomeni neznano).
B. Stegaraki (pomeni neznano).
C. Shackakoni (pomeni neznano).
D. Tauxitania (pomeni neznano).
E. Ontponi (pomeni neznano).
F. Tegniati (pomeni neznano).
G. Whonkentia (pomeni neznano).
H. Hasinninga (pomeni neznano).
9. Catawba ali Ni-ya ("Ljudje")_
A. Catawba (pomeni neznano; sami se imenujejo Ni-ya, "Moški"), skoraj izumrli.
B. Woccon (pomeni neznano), izumrli.
C. ? Sissipahaw (pomeni neznano), izumrli.
D. ? Cape Fear (neznano lastno ime), izumrli.
E. ? Warrennuncock (pomeni neznano), izumrli.
F. ? Adshusheer (pomeni neznano), izumrli.
G. ? Eno (pomeni neznano), izumrli.
H. ? Shakori ali Shocco (pomeni neznano), izumrli.
I. ? Waxhaw (pomen neznano), izumrl.
J. ? Sugeree (pomen neznano), izumrl.
K. Santee (pomen neznano).
L. Wateee (iz Catawba wateran, "lebdeti v vodi").
M. Sewee (pomen neznano).
N. Congaree (pomen neznano).
10. Cheraw (Sara) (izumrla)
A. Sara ("Visoka trava").
B. Keyauwee (pomen neznano).
11. ? Pedee (izumrla)
A. Pedee (pomen neznano).
B. Waccamaw (pomen neznano).
C. Winyaw (pomen neznano).
D."Hooks" in "Backhook"(?).